# Семпронио Малатеста ди Соляно
Семпронио Малатеста ди Соляно или Семпронио II Малатеста (на италиански: Sempronio Malatesta di Sogliano; * 1528, † август 1624, вероятно в Пезаро) от кадетския клон Малатеста ди Соляно на рода Малатеста е граф на Сан Джовани ин Галилея през 1577 г. и граф на 1/2 от Соляно през 1593 г.

## Произход
Той е син на Джовани Малатеста ди Сан Джовани († пр. 1585), граф на Сан Джовани ин Галилея. 

## Биография
Баща му го остава доста беден и, бидейки склонен към престъпления, Семпронио е в услуга на извършващи престъпления като Гуидобалдо II и Франческо Мария II дела Ровере, херцози на Урбино. През 1575 г. е затворен в крепостта на Фаенца, обвинен в това, че с престъпници е освободил от затвора свои другари. От затвора го изважда Херцогът на Урбино и Семпронио отива на служба в двора му. 
През 1595 г., когато се кара с маркиза на Ронкофредо за притежанието на Соляно и други феоди, той е толкова беден, че трябва трябва да му отпуснат издръжка докато трае спорът. Спорът е разрешен от кардинал Чези в негова полза, но трябва да даде 1/2 от Графство Пондо на маркиза, което после е продадено на Джанфранческо Алдобрандини. 
През 1601 г. влиза тържествено в Соляно с братовчедите си – братята Сиджизмондо I, Карло III и Рамберто IV, които запазват 1/2 от графството за тях. Поданиците обаче са нетолерантни към Малатеста и се опитват всячески да отхвърлят управлението им. Спорът продължава много години и стига до такива ексцесии и от двете страни, че насилникът Семпронио е привикан и затворен в Рим. През март 1617 г. е обявен за виновен за 4 от 40-те отправени към него обвинения: че се е обграждал с бандити и е дал подслон на бандити в ущърб на Папската държава, че е набил жестоко с пръчка по главата свещеник, че е нарушил папската юрисдикция, като е предал престъпник не на папата, а на Херцога на Урбино, и че е попречил на поданиците си със заплахи да се обърнат към Рим. Наложена му е глоба от 13 хил. дуката и не може а напуска района на Витербо. Все пак с помощта на херцога Семпронио успява да отиде отново в Рим, за да апелира за несправедливата според него присъда. Там обаче той е задържан като затворник за 3 г. и 3 мес. През 1619 г. херцог  Франческо Мария дела Ровере убеждава папа Павел V да намали глобата му на 6000 дуката и да бъде изпратен като изгнаник в Романя. Със следващия папа глобата е намалена на 2200 дуката, а изгнанието е премахнато. Папа Григорий XV кара Семпронио да се закълне пред него, че няма да си отмъсти на свидетелите и на обвинителите.  
Вероятно се установява в Пезаро, но не вижда края на спора с васалите си, а последните му години са помрачени от престъпленията на сина му. Умира на 95-годишна възраст. 

## Брак и потомство
Жени се два пъти:
∞ 1. за Порция 
∞ 2. за Фулвия Ардичи от Пезаро, от която има двама сина и три дъщери: 
- Джулио Чезаре Малатеста ди Соляно († април 1613); ∞ 1607 за дъщерята на Тибери Астали от Рим
- Малатеста IV Малатеста ди Соляно († ок. 1650, Рим), последен граф на Соляно (1624 – 1640)
- Дораличе Малатеста ди Соляно, монахиня
- Франческа Малатеста ди Соляно, монахиня
- Дъщеря